# Lúdformák
A lúdformák (Anserinae) a lúdalakúak (Anseriformes) rendjén belül a récefélék (Anatidae) családjának egyik jól elkülöníthető alcsaládját alkotják.

## Rendszerezés
Az alcsaládba az alábbi 3 nemzetség, 6 nem és 23 faj tartozik:
- valódi ludak (Anserini) – nemzetségébe 3 nem tartozik:
  - Branta – tengeri ludak, – 6 faj
    - kanadai lúd (Branta canadensis)
    - alaszkai lúd (Branta hutchinsii) egyes rendszerekben alfajnak tartják Branta canadensis hutchinsii néven
    - örvös lúd (Branta bernicla)
    - apácalúd (Branta leucopsis)
    - vörösnyakú lúd (Branta ruficollis)
    - hawaii lúd (Branta sandvicensis)

  - Anser – mezei ludak, – 8 faj
    - nyári lúd (Anser anser)
    - nagy lilik (Anser albifrons)
    - vetési lúd (Anser fabalis)
    - tundralúd (Anser serrirostris, 2019 előtt Anser fabalis serrirostris)[1][2][3]
    - kínai hattyúlúd (Anser cygnoides)
    - kis lilik (Anser erythropus)
    - indiai lúd (Anser indicus)
    - rövidcsőrű lúd (Anser brachyrhynchus)

  - Chen – fehér ludak – 3 faj
    - sarki lúd (Chen caerulescens vagy Anser caerulescens)
    - császárlúd (Chen canagica vagy Anser canagicus)
    - hólúd (Chen rossii vagy Anser rossii)

- hattyúk (Cygnini) nemzetségébe 2 nem tartozik:
  - Cygnus – 6 faj
    - bütykös hattyú (Cygnus olor)
    - kis hattyú (Cygnus columbianus)
    - énekes hattyú (Cygnus cygnus)
    - trombitás hattyú (Cygnus buccinator)
    - fekete hattyú (Cygnus atratus)
    - feketenyakú hattyú (Cygnus melanocoryphus)

  - Coscoroba – 1 faj
    - koszkoróbahattyú (Coscoroba coscoroba)

- tyúkludak (Cereopsini) nemzetségébe 1 nem tartozik: 
  - Cereopsis (Latham, 1802) – 1 faj
    - tyúklúd (Cereopsis novaehollandiae)